# Citizen Holdings
Citizen Holdings Co., Ltd. (シチズン ホールディングス 株式会社, Shichizun Hōrudingusu Kabushiki)  é a empresa do núcleo de um grupo global corporativo japonês sediado em Tóquio, Japão. A companhia foi fundada originalmente como Shokosha Watch Research Institute, em 1918 e passou a se chamar Citizen Holdings Co., Ltd. em 1930. Atualmente é conhecida como  fabricante de instrumentos de precisão Cincom, assim como relógios Citizen. Atualmente a Citizen é conhecida no ramo de fabricação de relógios como Citizen Watch Co.

## Divisões corporativas
- Citizen Watch Co., Ltd.
- Japan CBM Corporation
- Citizen Systems Co., Ltd.
- Citizen Miyota Co., Ltd.
- Citizen Fine Tech Co., Ltd.
- Citizen Seimitsu Co., Ltd.
- Citizen Watch Company of America